# Православна црква Покрова Пресвете Богородице у Бачкој Паланци
Православна црква Покрова Пресвете Богородице у Бачкој Паланци припада Епархији бачкој Српске православне цркве.